# Eduard Crasemann
Eduard Crasemann (5 mars 1891 à Hambourg - 29 avril 1950 à Werl) est un General der Artillerie allemand qui a servi au sein de la Heer dans la Wehrmacht pendant la Seconde Guerre mondiale.
Il a reçu la croix de chevalier de la croix de fer avec feuilles de chêne. La croix de chevalier de la croix de fer avec son grade supérieur, les feuilles de chêne, étaient attribués pour récompenser un acte d'une extrême bravoure sur le champ de bataille ou un commandement militaire avec succès.

## Biographie
Peter Eduard Crasemann est le fils du notaire Heinrich Max Crasemann et de Mathilde Albertine Anna Elisabeth Stienen. Il s'engage le 11 février 1910 dans le 46e régiment d'artillerie de campagne de l'armée prussienne en tant que porte-drapeau, dans lequel il est promu lieutenant le 18 août 1911.
Eduard Crasemann est capturé par les forces britanniques dans la poche de la Ruhr. En 1947, il est condamné pour crime de guerre par une cour martiale anglaise à Padoue, reconnu complice de l'exécution de 162 civils italiens lors du massacre de Padule di Fucecchio près de Florence en 1944. Condamné à dix ans, il passe le reste de sa vie en prison.

## Décorations
- Croix de fer (1914)
  - 2e classe (13 septembre 1914)
  - 1re classe (15 octobre 1915)
- Croix d'honneur
- Agrafe de la croix de fer (1939)
  - 2e classe (30 septembre 1939)
  - 1re classe (1er juin 1940)
- Croix allemande en or (1er novembre 1943)
- Croix de chevalier de la croix de fer avec feuilles de chêne
  - Croix de chevalier le 26 décembre 1941 en tant que Oberstleutnant et commandant du Artillerie-Regiment 33[2]
  - 683e feuilles de chêne le 18 décembre 1944 en tant que Generalmajor et commandant de la 26. Panzer-Division[3]
- Mentionné dans le bulletin quotidien radiophonique Wehrmachtbericht (24 novembre 1944)
- Bande de bras Afrika